# Velilla
Velilla – gmina w Hiszpanii, w prowincji Valladolid, w Kastylii i León, o powierzchni 19,95 km². W 2011 roku gmina liczyła 122 mieszkańców.